# G마켓 카트라이더 길드 챔피언십
G마켓 카트라이더 길드 챔피언십은 약 1년간의 공백을 깨고 아이템 팀전으로 경기 방식을 바꾼 최초의 아이템전 대회이다.

## 리그 기간
- 온라인 예선 기간 : 2009년 10월 1일 ~ 2009년 12월 20일
- 본방 방송 기간 : 2009년 11월 2일 ~ 2010년 1월 4일(10주)

## 스폰서 캐치프레이즈
최고의 길드를 향한 무한질주!

## 특이사항
- 리그 방식 대폭 변경
  - 스피드 개인전 → 아이템 팀전(3차전(1경기), 5차전(2경기)은 스피드 팀전으로 진행함)[1]
  - 그랑프리로 출전 선수 방식을 폐지하고 길드 마스터가 신청하는 방식으로 대폭 변경
  - 길드 선정 원칙에 따라 점수가 높은 길드 선정
  - 방송 참여 길드는 온라인 참여를 할 수 없다. 또, 방송 참여 유저가 길드를 변경하더라도 참여를 할 수 없다.
  - 각 횟수마다 중복 참여는 할 수 있다.
  - 매주 목요일마다 온라인 예선을 하며, 일요일날에 녹화한다.
  - 상금은 1500만원 규모로 치러 진다.
- 카트라이더 방송이 끝나면 에어라이더 라이브배틀이 방송한다.

## 리그 규정

### 참가 자격
- 1) 넥슨 회원 중 라이더를 보유한 카트라이더 길드 마스터만 참여 신청이 가능하다. 단, 참여 신청한 길드 중1개월 이상 카트라이더 길드를 유지한 길드 및 정회원 7인이상 길드만 예선전 참여 길드 선정 원칙에 따라 선정된다.
- 2) 예선전 참여 길드는 예선전 참여 신청 등록한 길드 중 선정 원칙에 따라 선정된다.
- 3) 본선 참가 자격은 예선전 참여 길드 중 경기 결과에 따라 참가 자격이 주어진다. 단, 본선 참여 길드가 본선 참여 자격을 포기할 경우 다음 순위 길드에게 권리가 자동 이양된다.
- 4) 대회 참가 선수는 본인의 신상에 대해 정확한 정보를 기입해야 하며, 부정확한 정보를 기입하여 발생하는 모든 불이익은 참가 선수 및 길드에게 그 책임이 있다.
- 5) 외국인 임시가입자는 온라인 예선/본선에 참여할 수 없다. 단, 유효한 외국인 등록증으로 외국인임을 증명한 경우에는 참여가 가능하다.

### 참가자가 지켜야 할 조건
- 6) 참가 길드 선수들은 상호 존중하고 예의범절을 지킨다.
- 7) 참가 길드 선수들은 시스템의 이상여부를 체크하고 이상 현상으로 게임진행에 문제가 될 경우에는 문제 해결 시까지 대회에 참여를 자제한다.
- 8) 대회 규정 및 진행 세부사항들은 주최측에 의해 경우에 따라 변경될 수 있으므로 수시로 홈페이지 공지를 확인하여 변경 내역에 대해 확인한다. 공지 미확인으로 인한 불이익은 참가 선수, 길드에게 그 책임이 있다.

### 길드 마스터의 준수 사항과 길드원의 준수사항
- 9) 대회 규정 및 진행 세부사항의 변경 내역이 공지를 통해 고지될 경우 길드원에게 안내한다.
- 10) 길드 마스터는 어뷰징 행위 (승부 조작 또는, 상금, 상품 획득을 목적으로 한 이용자의 길드 가입허가, 기타 유사행위)를 목적으로 이용자 모집 및 길드 가입을 수락해서는 안되며, 어뷰징 행위를 조장하는 어떠한 행위도 해서는 안 된다.
- 11) 상기 사항 위반으로 인한 불이익은 길드 마스터에게 그 책임이 있다.
- 12) 길드원은 어뷰징 행위를 목적으로 길드에 가입해서는 안 된다.
- 13) 각 차수 예선전 종료 후 14일 이내 소속 길드를 탈퇴해서는 안되며 탈퇴 시 각 순위에 따른 상품이 지급되지 않는다

### 온라인 예선전 - 길드 챔피언십
- 14) 길드 챔피언십 온라인 예선은 하기의 규정을 따른다.
- 15) 길드 챔피언십 온라인 예선전은 공지된 예선 기간 동안 진행하며 안내된 대진표에 따라 진행한다.
- 16) 길드 챔피언십 온라인 예선전 3판 2선승으로 L2 채널에서 진행하며, 참여 선수의 카트바디 및 아이템 장착 제한은 없다. 단, 같은 길드 선수들은 동일한 카트바디를 2명 이상 탑승할 수 없다.
- 17) 길드 챔피언십 온라인 예선전 트랙은 HOT RANDOM 트랙으로 진행하며 대회 주최측의 판단에 따라 변경 및 제한할 수 있다.
- 18) 경기 중 개인의 시스템/회선 이상 등으로 인하여 정상적인 주행이 불가능한 경우 해당 선수는 서버와의 접속이 끊어지게 되며 해당 경기는 그대로 진행한다. 단, 경기 종료 후 다음 경기에 재 참여는 가능하다.
- 19) 본선(방송) 참여 길드는 예선전 재참여가 불가능하다. 또한, 방송 참여 선수는 길드를 변경하더라도 재참여가 불가능하다.
- 20) 참여 제한 및 실격 처리
  - I. 의도적인 어뷰징 행위 (길드간 밀어주기, 기타 유사 행위) 식의 경기 진행 시 모니터링을 통해 실격 처리 및 길드전 참여 제한, 기타 사항에 따른 제재 진행 가능하다.
  - II. 의도적인 비매너 행위(길 막기 등) 진행 시 해당 길드 실격 처리 및 사항에 따른 제재 진행 가능하다. 단, 레이싱 도중 발생하는 몸 싸움 행위는 레이싱의 기술로 인정하며 정상적인 레이싱 도중 발생하는 사고로 인한 길 막기 행위 또한 레이싱의 일부로 인정한다.
  - III. 지정된 예선전 시작 후 5분내 길드원 미 입장 시 해당 길드 실격 처리한다.
  - IV. 의도적인 경기 진행 방해 및 지연 시도할 경우 실격 처리한다.
  - V. 온라인 예선에 불법 프로그램을 이용하여 참여하는 경우 해당 길드 실격 처리 및 사용자 제재 처리할 수 있다.
  - VI. 예선전 진행을 방해하는 어떠한 행위도 인정되지 않으며 위반 시 실격 처리한다.
  - VII. 누적 벌점 3회 이상 받은 길드 실격 처리한다.
- 21) 벌점 처리 규칙
  - I. 예선전 진행에 지장을 주는 길드 벌점 1점 부여한다.
  - II. 지정 시간 5분 이내 지각 벌점 1점 부여한다.
  - III. 예선전 진행 중 욕설 등 비매너 행위 진행 시 벌점 1점 부여한다. 욕설 등 비매너 행위 참가자는 사항에 따라 제재 진행 가능하다.
- 22) 제재 처리 내역
  - I. 의도적인 어뷰징 행위 (길드간 밀어주기, 기타 유사 행위) 적발 시 어뷰징 가담자 [1회 : 30일 카트라이더 접속 제한 / 2회 : 카트라이더 영구접속 제한]
  - II. 의도적인 비매너(길 막기 등) 행위 진행 시 비매너 행위자 [1회 : 15일 카트라이더 접속 제한 / 2회 : 30일 카트라이더 접속 제한 / 3회 : 카트라이더 영구접속 제한]
  - III. 비정상적인 방법(불법 프로그램 등) 사용 시 비정상적인 방법 사용 [1회 : 카트라이더 영구접속 제한]
  - IV. 욕설 등 비매너 행위 진행 시 비매너 행위자 [1회 : 경고 / 2회 : 15일 카트라이더 접속 제한]

### 본선 - 길드 챔피언십
- 23) 참가 선수는 게임 시작 30분 전에 대회장에 미리 입장하여 대기해야 하며, 경기 시작 후에 입장하는 경우에는 실격 처리한다.
- 24) 대회장에는 참가 선수만 입장이 가능하다.
- 25) 미성년 참가 선수의 경우 직계가족만 보호자로 입장이 가능하며 주민등록등본/의료보험증(건강보험증), 본인의 사진이 부착된 신분증으로 증명해야 함을 원칙으로 한다.
- 26) 대회장에서 미풍양속에 어긋난 행동을 할 경우 실격 처리할 수 있다.
- 27) 참가 선수는 미리 입장하여 자신의 시스템을 점검하고, 개인용 키보드 사용을 원할 경우 미리 연결해야 한다.
- 28) 자신의 시스템 점검 미흡으로 발생한 모든 문제에 대한 책임은 참가 선수에게 있다.
- 29) 게임 진행을 방해하는 어떠한 행위도 인정되지 않으며 위반 시 실격 처리한다.
- 30) 게임 도중 문제가 발생하는 경우에는 키보드에서 손을 떼고 손을 들어 심판에게 알려야만 하며 심판이 인지하고 문제 상황을 확인할 때까지 키보드에서 손을 뗀 상태를 유지해야 한다. 심판 확인 시 경기 중으로 확인될 경우 해당 게임에 대한 재경기는 진행하지 않는 것을 원칙으로 한다.
- 31) 본선 진출 선수는 반드시 경기에 출전해야 하며 사전통보 없이 경기에 불참할 경우 길드 챔피언십 참가 자격을 영구 박탈한다.

### 신상 확인과 본인 계정 사용
- 32) 본인 확인을 위한 신분증을 지참하지 않은 경우 대회에 참가할 수 없다.
- 33) 타인 명의일 경우 직계가족(부모, 형제, 자매)의 ID만 대회 참가 자격을 인정한다.
- 34) 참가 선수는 본인이 사용하는 ID가 직계가족 ID임을 주민등록등본 또는 의료보험증(건강보험증)과 본인의 사진이 부착 된 신분증으로 증명한다.
- 35) 선수에게는 길드 챔피언십 참가 시에 사용하는 계정을 지급하며, 각 차수 본선 진행 후 회수한다.
- 36) 선수 지급용으로 발급된 아이디 이외에 다른 아이디 사용이 적발된 경우 실격 처리한다.

### 본선 진행 방식
- 37) 길드 챔피언십 본선은 하기의 규정을 따른다.
- 38) 길드 챔피언십 본선은 5판 3선승 제로 진행하며, 마지막 5판의 경우에만 스피드전으로 진행되며 스피드전 1위 선수의 길드가 승리한다. 단, 도전자 결정전은 3판 2선승제로 진행하며, 마지막 3판의 경우에만 스피드전으로 진행되며 스피드전 1위 선수의 길드가 승리한다.
- 39) 길드 챔피언십 본선 트랙은 HOT RANDOM 트랙을 사용하며, 대회 주최측의 판단에 따라 변경 및 제한할 수 있다. 단, 마지막 3판, 5판 스피드전 진행일 경우 사전 지정 안내된 트랙에서 진행하며 대회 주최측의 판단에 따라 변경 및 제한할 수 있다.
- 40) 길드 챔피언십 본선의 카트바디 및 아이템은 선수용 계정에 내에서 자유롭게 변경 가능하다. 단, 같은 길드 선수들은 동일한 카트바디를 2명 이상 탑승할 수 없다.

### 무효 처리
- 41) 천재지변 또는 그에 준하는 일이 발생하였을 경우 해당 경기에 한하여 무효처리를 원칙으로 한다.
- 42) 전용회선 불안정으로 게임이 일시 중단될 경우 해당 경기에 한하여 무효처리를 원칙으로 한다.
- 43) 게임 중 버그 발생 시 심판의 판단 하에 버그 발생한 게임에 한해서만 무효처리가 가능하다.
- 44) 게임 중 서버 다운 시 심판의 판단 하에 서버 다운된 게임에 한해서만 무효처리가 가능하다.
- 45) 게임 도중 어떠한 문제가 발생하여 게임이 비 정상적으로 종료된 경우(승패가 가려지지 않고 끝난 경우) 그 게임은 무효처리 한다

### 채팅 제한, 방해행위, 몰수패에 대한 규정
- 46) 선수는 대기실, 경기 시작 전/후, 시상대에서의 채팅을 할 수 없으며 위반 시 경고처리 한다. 단, 팀 보이스 채팅은 허용한다.
- 47) 플러그 사용을 통한 사적인 채팅은 불허하며 위반 시 경고처리 한다.
- 48) 이의제기를 위한 대기실에서의 채팅은 인정하며, 옵저버를 대상으로만 채팅할 수 있다.
- 49) 의도적인 길 막기 행위 (역주행 하며 길 막기/정지상태로 길 막기)등은 인정하지 않으며 이는 심판의 판정 하에 몰수패 또는 실격처리할 수 있다. 단, 레이싱 도중 발생하는 몸 싸움 행위는 레이싱의 기술로 인정하며 정상적인 레이싱 도중 발생하는 사고로 인한 길 막기 행위 또한 레이싱의 일부로 인정한다.
- 50) 의도적인 길드 간의 밀어주기 식의 경기를 진행할 경우 심판의 판정 하에 실격처리할 수 있다.
- 51) 대기실, 경기 시작/종료, 시상대, 플러그 사용을 통한 채팅으로 2회 경고 누적 시 해당 일에 진행되는 경기에 대해 몰수패 처리한다.
- 52) 의도적인 길 막기 적발 시 해당일 경기 종료 후에 심판이 상황을 확인한 후 길 막기를 한 선수/길드의 해당 일에 진행된 경기에 대해 몰수패 처리

### 실격 처리
- 53) 1인 2개 이상의 넥슨 아이디를 이용한 대회 참여 적발 시 실격 처리한다.
- 54) 경기 시간에 미 도착 시 실격 처리한다.
- 55) 대회 선수의 경우 인적 사항이 허위로 작성되었을 경우 실격 처리한다.
- 56) 위조한 신분으로 대회에 참가할 수 없으며 적발 시 실격 처리한다.
- 57) 본인이 아닌 타인의 신분으로 경기를 할 경우 실격 처리한다.
- 58) 본선 진행 중 대회 진행에 지장을 주는 선수/길드는 모니터링 후 실격 처리한다.
- 59) 경기 중 고의로 빠져나가거나 시간을 지연시킬 경우 실격 처리한다.
- 60) 부정한 방법을 한 선수(타인을 위협 및 협박, 고의로 본인 또는 타인의 컴퓨터 전원을 차단, 시야를 가리며 게임을 방해, 기타 방법으로 게임을 방해하거나 게임 진행을 방해한 자)는 실격처리 한다.
- 61) 의도적인 길드 간의 밀어주기 식의 경기진행을 한 선수들은 실격처리 하여 더 이상 진행중인 대회에 참여할 수 없으며 길드 챔피언십 참가 자격을 영구 박탈한다.
- 62) 대기 방 혹은 게임 중 채팅 기능을 이용하여 상대편에게 모욕을 주는 언행을 할 경우, 1회 경고, 2회 실격처리 한다.
- 63) 게임 중 자리 이탈 시 실격처리 한다. 단, 심판의 허락 하에 이탈할 경우는 예외로 처리한다.
- 64) 비 매너 행위를 한 선수/길드는 실격 처리한다.
- 65) 타인의 도움을 받을 경우 실격 처리한다.
- 66) 기타 부정한 방법을 사용한 선수/길드는 실격 처리한다.
- 67) 이외의 사항들은 당사 대회 심판의 판단에 의하여 결정한다.
- 68) 심판의 판정에 선수들은 이의를 제기할 수 없으며 모든 사항은 대회 주최측의 결정에 따른다.

### 심판의 의무
- 69) 심판은 경기 중 발생하는 모든 문제에 대한 결정 권한을 가지며 발생되는 모든 이의사항을 제정한다.
- 70) 규정 위반의 경우 적용하는 벌칙을 결정한다.
- 71) 선수가 손을 들어 문제를 알릴 경우 확인 및 재경기 여부에 대해 결정한다.
- 72) 부정행위가 있다고 판단되는 경우 대회의 참가를 금지시키고 실격 처리한다.
- 73) 천재지변 등 불가항력의 경우나 주최측에 긴급한 사정이 발생하는 경우 경기를 연기한다.
- 74) 심판의 판정을 용이하게 하기 위하여 주최자의 총괄 아래 상황에 대한 논의를 진행할 수 있다. 이 경우 심판은 그 확증을 갖기 위하여 판정을 늦추어도 된다.
- 75) 의도적인 방해행위에 대한 판정은 카트라이더 홈페이지를 통해 공지로 안내한다.

### 이의 제기와 오심 정정
- 76) 의도적인 방해행위에 대해 선수는 심판에게 이의를 제기할 수 있다.
- 77) 심판의 판정은 최종적인 것으로 이것에 대한 항의는 할 수 없다. 단, 그 판정은 경기상 또는 거 외의 필요조건이 고려된 것이 아니므로 심판의 판정이 그대로 경기 결과가 되지는 않는다.
- 78) 심판의 판정에 실수가 있었을 경우에는 심판진과 주최측의 논의를 거쳐 심판 자신이 판정을 정정 할 수 있다.

## 본선

### 1주차
|  | 1경기   | 1경기   | 1경기 |  |  | 2경기                            | 2경기                            | 2경기 |  |
|  |         |         |       |  |  |                                  |                                  |       |  |
|  | ⓢuPreme | ⓢuPreme | 2     |  |  |                                  |                                  |       |  |
|  | ENVY    | ENVY    | 0     |  |  | ◈Lucifer◈(온라인 예선 1주차 1위) | ◈Lucifer◈(온라인 예선 1주차 1위) | 0     |  |
|  |         |         |       |  |  | ⓢuPreme(1연승)                   | ⓢuPreme(1연승)                   | 3     |  |

### 2주차
|  | 1경기    | 1경기    | 1경기 |  |  | 2경기          | 2경기          | 2경기 |  |
|  |          |          |       |  |  |                |                |       |  |
|  | 。★˚     | 。★˚     | 2     |  |  |                |                |       |  |
|  | LeFliRST | LeFliRST | 0     |  |  | ⓢuPreme(2연승) | ⓢuPreme(2연승) | 3     |  |
|  |          |          |       |  |  | 。★˚           | 。★˚           | 0     |  |

### 3주차
|  | 1경기     | 1경기     | 1경기 |  |  | 2경기            | 2경기            | 2경기 |  |
|  |           |           |       |  |  |                  |                  |       |  |
|  | √Τhe Max™ | √Τhe Max™ | 2     |  |  |                  |                  |       |  |
|  | 『전쟁』™ | 『전쟁』™ | 0     |  |  | ⓢuPreme          | ⓢuPreme          | 0     |  |
|  |           |           |       |  |  | √Τhe Max™(1연승) | √Τhe Max™(1연승) | 3     |  |

### 4주차
|  | 1경기      | 1경기      | 1경기 |  |  | 2경기           | 2경기           | 2경기 |  |
|  |            |            |       |  |  |                 |                 |       |  |
|  | Florence   | Florence   | 2     |  |  |                 |                 |       |  |
|  | The Elite™ | The Elite™ | 0     |  |  | √Τhe Max™       | √Τhe Max™       | 1     |  |
|  |            |            |       |  |  | Florence(1연승) | Florence(1연승) | 3     |  |

### 5주차
|  | 1경기      | 1경기      | 1경기 |  |  | 2경기             | 2경기             | 2경기 |  |
|  |            |            |       |  |  |                   |                   |       |  |
|  | 명품향기   | 명품향기   | 0     |  |  |                   |                   |       |  |
|  | Soulⓣaker™ | Soulⓣaker™ | 2     |  |  | Florence          | Florence          | 0     |  |
|  |            |            |       |  |  | Soulⓣaker™(1연승) | Soulⓣaker™(1연승) | 3     |  |

### 6주차
|  | 1경기      | 1경기      | 1경기 |  |  | 2경기            | 2경기            | 2경기 |  |
|  |            |            |       |  |  |                  |                  |       |  |
|  | The Navid  | The Navid  | 2     |  |  |                  |                  |       |  |
|  | Green Rose | Green Rose | 0     |  |  | Soulⓣaker™       | Soulⓣaker™       | 1     |  |
|  |            |            |       |  |  | The Navid(1연승) | The Navid(1연승) | 3     |  |

### 7주차
|  | 1경기     | 1경기     | 1경기 |  |  | 2경기            | 2경기            | 2경기 |  |
|  |           |           |       |  |  |                  |                  |       |  |
|  | New Grace | New Grace | 2     |  |  |                  |                  |       |  |
|  | AN-Gaming | AN-Gaming | 0     |  |  | New Grace        | New Grace        | 2     |  |
|  |           |           |       |  |  | The Navid(2연승) | The Navid(2연승) | 3     |  |

### 8주차
|  | 1경기        | 1경기        | 1경기 |  |  | 2경기            | 2경기            | 2경기 |  |
|  |              |              |       |  |  |                  |                  |       |  |
|  | 국가대표길드 | 국가대표길드 | 2     |  |  |                  |                  |       |  |
|  | Mythology    | Mythology    | 1     |  |  | The Navid(3연승) | The Navid(3연승) | 3     |  |
|  |              |              |       |  |  | 국가대표길드     | 국가대표길드     | 0     |  |

### 9주차
|  | 1경기   | 1경기   | 1경기 |  |  | 2경기            | 2경기            | 2경기 |  |
|  |         |         |       |  |  |                  |                  |       |  |
|  | WlnNer™ | WlnNer™ | 2     |  |  |                  |                  |       |  |
|  | 썬사인™ | 썬사인™ | 1     |  |  | The Navid(4연승) | The Navid(4연승) | 3     |  |
|  |         |         |       |  |  | WlnNer™          | WlnNer™          | 1     |  |

### 10주차(결승전)
|  | 1경기      | 1경기      | 1경기 |  |  | 2경기             | 2경기             | 2경기 |  |
|  |            |            |       |  |  |                   |                   |       |  |
|  | ⓢuPreme    | ⓢuPreme    | 3     |  |  |                   |                   |       |  |
|  | Soulⓣaker™ | Soulⓣaker™ | 1     |  |  | ⓢuPreme(우승)     | ⓢuPreme(우승)     | 4     |  |
|  |            |            |       |  |  | The Navid(준우승) | The Navid(준우승) | 2     |  |

## 대회 결과
- 우승팀 :
- 준우승팀 : The Navid